# Bergstingsrätt
Bergstingsrätt var namn på specialdomstolar i järnbergslagerna, vilka judiciellt lydde under Bergskollegium som övre domsinstans för bergsverksfrågor och närmaste stads- eller landsrätt för allmänna mål. Silver- och kopparbergslagerna i Sala och Falun hade gruvrätter. Namnet Bergstingsrätt förekommer 1756-1851, medan den rättsliga instansen i drottning Kristinas bergsordning i Järnbergslagerna från 1649 kallas gruvrätt.
Enligt drottning Kristinas bergsordning skulle en gruvfogde hålla ordning på bergsmännen i bergslaget. Vid Järnbergslagernas gruvor skulle tingshus uppföras, där gruvting skulle hållas minst en gång per år och oftare om så behövdes. Där skulle kronans bergmästare sammakalla ortens smeder, mästersvenner och lärlingar, andra hantlangare och tjänstefolk vid järnbruken, deras husbönder och åldermannen. En bergsskrivare skulle föra protokoll. Bisittarna skulle biträda bergmästaren i mål som straffades lägre än med 50 daler i böter; medan allvarligare fall gick till Bergskollegiet. Vid rättegångar skulle assessorer från Bergskollegiet närvara, och om de ej kunde skulle de utse två beskedlige män. Tingsordningen skilde sig från Kopparbergslagen i Falun, som samtidigt fick en egen bergsordning med annorlunda lydelse.
Bergstingsrätterna som de kallades från 1756 bestod av en bergmästare som ordförande samt  bergsnämndemän som bisittare. Bergsfogden var till och med 1855 bergstingens åklagare. De rättsbetjänter som arbetade vid bergstingsrätt eller i ett bergslag benämndes bergsgevaldiger.
Fram till och med 1700-talet hade bergstingsrätterna domsmakt både i civila mål och i mål som rörde bergsverks- och gruvrörelsen. Mål som de handhade var till exempel slagsmål, stölder, och utebliven betalning. Brottmål för allvarligare brott som dråp dömdes i stället i häradsrätter. Bergstinget sammankallade två gånger per år.
Bergstingsrätterna avskaffades 1852 och deras domsrätt överfördes då till de allmänna domstolarna. Detta skedde samtidigt som andra specialdomstolar avskaffades under intryck av liberalismens uppfattning om att en gemensam lagstiftning ("likhet inför lagen") skulle utjämna skillnaderna i ståndssamhället.